# سينا كويرس
سينا كويرس (بالإنجليزية: Sina Queyras)‏‏ (1963 - )؛ كاتِبة، وروائية من كندا.

## الجوائز
- جائزة لامدا الأدبية